# Prince Tagoe
Prince Tagoe (* 9. November 1986 in Accra) ist ein ehemaliger ghanaischer Fußballspieler.

## Karriere

### Im Verein
Ende Januar 2006 scheiterte ein bereits als perfekt vermeldeter Wechsel Tagoes von Hearts of Oak SC zum deutschen Bundesligisten 1. FSV Mainz 05 an der nicht fristgerecht erteilten Freigabe des Spielers durch den abgebenden Verein. Stattdessen wechselte Tagoe zum saudischen Verein Al-Ittihad. Ein halbes Jahr später zog er weiter in die Vereinigten Arabischen Emirate zu Al Shabab. 2007 kehrte er nach Saudi-Arabien zurück, wo er für Al-Ettifaq spielte.
Während der Qualifikation für die Weltmeisterschaft in Südafrika erzielte Tagoe seine ersten Tore für das Nationalteam. Sein erster Treffer gelang ihm am 1. Juni 2008 im Spiel gegen Libyen.
Am 1. Juli 2009 wechselte er zur TSG 1899 Hoffenheim. Zum 30. Juli 2009 wurde Prince Tagoe von der TSG Hoffenheim wegen Herzproblemen, die erst in einer zweiten sportärztlichen Untersuchung diagnostiziert wurden, gekündigt. Dies ist gemäß Artikel 14 der FIFA-Statuten nur dann erlaubt, wenn ein triftiger Grund vorliegt. Bei definitiver Sportuntauglichkeit ist dies zwar gegeben, jedoch spielt es eine erhebliche Rolle, ob der Spieler von diesem Missstand bereits bei der Verpflichtung wusste. Am 20. August 2009 wurde die Kündigung vom Verein Hoffenheim zurückgenommen. Ein weiterer medizinischer Test im Dezember 2009 zeigte, dass kein kardiologischer Defekt vorliegt. Tagoe erhielt seine Spielerlizenz am 11. Januar 2010. Sein erstes Spiel für die TSG Hoffenheim absolvierte er am 30. Januar 2010 gegen den FC Schalke 04, als er in der 82. Minute eingewechselt wurde. Sein erstes Bundesliga-Tor erzielte Tagoe am 1. Mai 2010. Er wurde in der 77. Minute gegen Eintracht Frankfurt eingewechselt und erzielte zwei Tore. Hoffenheim hatte bis dahin 0:1 zurückgelegen und gewann das Spiel.
In der Winterpause 2010/11 wurde Tagoe bis zum Saisonende an den FK Partizan ausgeliehen. Nach zwei weiteren Einsätzen als Einwechselspieler zu Beginn der Saison 2011/12 wechselte Tagoe am 31. August 2011 zum türkischen Erstligisten Bursaspor. Er wurde 2013 für die Dauer einer halben Saison an den Saudi-arabischen Verein Al-Ettifaq ausgeliehen.
Nach einer Reihe von Stationen bei Vereinen in seinem Heimatland Ghana, in Asien und in Tunesien beendete Tagoe 2019 seine Karriere bei Chittagong Abahani in Bangladesch.

### In der Nationalmannschaft
Tagoe wurde im Dezember 2005 von Ghanas Nationaltrainer Ratomir Dujković ins Aufgebot für den Africa Cup of Nations 2006 berufen, spielte jedoch in den drei Gruppenspielen nur insgesamt 49 Minuten und qualifizierte sich mit seiner Mannschaft nicht für das Viertelfinale. Er stand im Kader der ghanaischen Fußballnationalmannschaft während der Fußball-Weltmeisterschaft 2010 und kam in allen drei Vorrundenspielen zum Einsatz. 